# Габбасов, Халел Ахметжанулы
Халел (Халиу́лла) Ахме́тжанулы Габба́сов (каз. Халел (Халиулла) Ахметжанұлы Ғаббасов; 1 октября 1888, бывшая Шаганская волость Семипалатинского уезда Семипалатинской области — 1 апреля 1931, Москва) — казахский политический и общественный деятель, публицист, учёный. Член правительства Алашской автономии.

## Биография
Происходит из рода Тобыкты-Байбури(Бакен) .
Жеты ата Халела: Байбури-Досак-Татиш-Габбас-Батырша-Мухаметжан-Ахметжан-Халел 
В 1898—1909 учился в приходской русско-казахской школе и гимназии Семипалатинска. В 1910 студент юридического факультета Московского университета, отчислен в 1879 году за участие в студенческих волнениях. В тот же год поступил на физико-математический факультет Императорского Московского университета, который окончил с золотой медалью (1915). В 1915—1917 годах счетовод Семипалатинского отделения Центрального кредитного управления, инспектор Семипалатинского отделения Государственного банка. В 1917 заместитель председателя Казахского комитета Семипалатинской области, член правления областного земства. Редактор газеты «Сарыарка» (1917—1919).

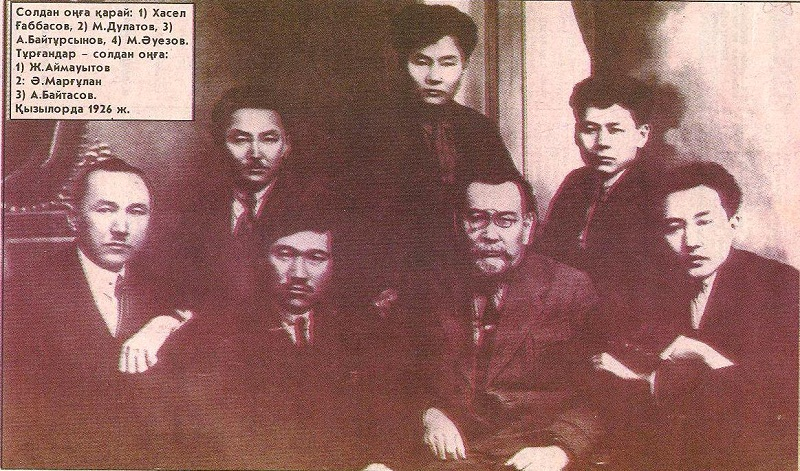
Халел Габбасов (слева) с деятелями партии «Алаш»

На 1-м Всеказахском съезде выдвинут кандидатом в члены Всероссийского съезда. С октября 1917 председатель Семипалатинского областного комитета партии «Алаш». На 2-м Всеказахском съезде выступил с докладом о создании Алашской милиции. Избран в состав, правительства Алашорды. С января 1918 года заместитель председателя правления областного земства. 20 марта 1918 года по заданию правительства Алашорды вёл телеграфные переговоры с советским правительством, выдвинул требование о предоставлении национального самоуправления. В 1920 году служащий национального отделения губревкома, член коллегии правления губернского земства, полномочный представитель Казревкома в Сибревкоме, член Казревкома, член ЧК при ЦИК КазАССР, заведующий земельным отделом губернского исполкома. В 1924—1925 работал в сельскохозяйственном союзе Алашского (Жанасемейского) района. С февраля 1926 года член Президиума, заведующий сектором, научный сотрудник Комиссариата планирования КазАССР.
В 1931 году расстрелян в одной из тюрем Москвы.
Реабилитирован в 1988 году.